# Tirmidhi
Abu ‘Isa Muhammad ibn ‛Isa as-Sulami ad-Ḍarir al-Bughi at-Tirmidhi of imam Tirmidhi (Termiz, 824 – aldaar 892) was een islamitische hadithverzamelaar van Arabische afkomst. Hij sprak vloeiend Perzisch en Arabisch. Hij is voornamelijk bekend om zijn compilatie van de Hadith, die Jami' Tirmidhi wordt genoemd.

## Biografie
De grootvader van Tirmidhi was van de Banu Sulaym, een van oorsprong Arabische stam en woonde oorspronkelijk in Merv maar verhuisde later naar Termiz. Daar werd Tirmidhi geboren in het jaar 824 tijdens het kalifaat van de Abbasiden. Abu Isa (zo werd hij ook soms genoemd) toonde al vanaf zijn kindertijd interesse om de islam te bestuderen en begon op de leeftijd van 20 jaar met het verzamelen van Hadith, hij reisde naar Hidjaz, Khorasan (waar hij ook lange tijd studeerde) en Irak. Hij ontmoette heel wat geleerden waaronder Al-Bukhari, Muslim en Abu Dawud waarbij hij studeerde. Hij stond bekend als betrouwbaar en vroom, vandaar dat hij zijn bekendheid dankte. Het verzamelde in zijn boek ongeveer 4000 overleveringen verspreid over 5 delen dat nu bekend is als Jami` Tirmidhi. Tijdens de laatste twee jaren van zijn leven was hij blind.
Tirmidhi zou op 68-jarige leeftijd zijn gestorven in zijn geboortestad Termiz in de maand Rajab en zou in die omgeving zijn begraven.

## Werken
Tirmidhi heeft negen boeken waarvan er vier bewaard zijn gebleven.
- Jami` Tirmidhi: een collectie van Hadith
- Ash-Shama’il An-Nabawiyyah wa Al-Fada’il Al-Mustafawiyyah: een boek met overleveringen over het uiterlijk van de profeet Mohammed
- Al-`Ilal As-Sughra
- Al-`Ilal Al-Kubra
- Az-Zuhd
- Al-Asmaa’ wa Al-Kuna
- Kitab At-Tarikh